# XMODEM
XMODEM – protokół dzielący dane na bloki, z których każdy zawiera: numer sekwencyjny bloku, 128-bajtowe dane i 4-bajtową sumę kontrolną, która jest wyliczana z bloku danych.  
Synchronizacja jest zachowana poprzez sprawdzenie numeru sekwencyjnego aktualnie przesłanego bloku oraz wyliczenie sumy kontrolnej danych i porównanie jej z przesłaną sumą kontrolną. 
W przypadku błędu wysyłane jest żądanie o ponowne wysłanie bloku.